# Pulversheim
Pulversheim je občina v departmaju Haut-Rhin francoske regije Alzacija.
Leta 1990 je v občini živelo 2 021 oseb oz. 237 oseb/km².